# Джейн Ґрір
Джейн Ґрір (англ. Jane Greer; 9 вересня 1924 —†24 серпня 2001) — американська акторка.

## Вибрана фільмографія
- 1945 — Дік Трейсі — Джудіт Оуенс
- 1947 — Синдбад-мореплавець — Піроуз
- 1947 — Вони меня не повірять — Дженіс Белл
- 1947 — З минулого — Кетті Моффет
- 1951 — Компанія, якою вона володіє — Даян Стюарт/Мілдред Лінч
- 1951 — Тепер ти на флоті — Еллі Гаркнесс
- 1952 — Ти для мене — Кетті МакДермад
- 1952 — В'язень фортеці Зенда — Антуанетта де Маубан
- 1956 — Біжи за сонцем — Кетті Коннорс
- 1957 — Людина із тисячею обличь — Гезет Беннет Ченлі
- 1964 — Куди пішла любов / (Where Love Has Gone) — Маріана Спайсер
- 1965 — Біллі — Агнес Керол
- 1984 — Незважаючи ні на що — місіс Ґрейс Вайлер
- 1986 — Тільки між друзями — Рут Чепвік